# Dekanat miorski
Dekanat miorski – jeden z 11 dekanatów diecezji witebskiej na Białorusi. W jego skład wchodzi 5 parafii.

## Historia
W 1939 roku dekanat miorski należał do archidiecezji wileńskiej. Składał się z 20 parafii. 4 obecnych parafii dekanatu:
- parafii w Druji,
- parafii w Idołcie,
- parafii w Miorach,
- parafii w Leonpolu,

oraz:
- parafii w Bobolewie,
- parafii w Bogudziękach,
- parafii w Bohyniu,
- parafii w Borodzieniczach (ob. w dekanacie szarkowszczyńskim),
- parafii w Dalekich (ob. w dekanacie widzkim),
- parafii w Hermanowiczach (ob. w dekanacie szarkowszczyńskim),
- parafii w Ikaźni, (ob. w dekanacie brasławskim),
- parafii w Nawłoku,
- parafii w Nowym Pohoście (ob. w dekanacie szarkowszczyńskim),
- parafii w Pataszni,
- parafii w Szarkowszczyźnie (ob. w dekanacie szarkowszczyńskim),
- parafii w Uzmionach,
- parafii w Zamoszach (ob. w dekanacie brasławskim),
- parafii w Zastarzyńcach,
- parafii w Jodach (ob. w dekanacie szarkowszczyńskim),
- parafii w Przebrodziu.

## Lista parafii
| Lp. | Miejscowość/parafia                                                            | Proboszcz/administrator                 | Kościół                                                           | Zdjęcie |
| --- | ------------------------------------------------------------------------------ | --------------------------------------- | ----------------------------------------------------------------- | ------- |
| 1   | Druja parafia Trójcy Przenajświętszej                                          | ks. Sergiusz Surynowicz (administrator) | kościół Trójcy Przenajświętszej w Drui                            |         |
|     | Druja                                                                          |                                         | kaplica św. Michała Archanioła                                    |         |
|     | Drujsk                                                                         |                                         | kaplica św. Józefa                                                |         |
|     | Dziatkowce                                                                     |                                         | kaplica Matki Bożej Ostrobramskiej                                |         |
|     | Małki                                                                          |                                         | kaplica św. Apostołów Piotra i Pawła                              |         |
| 2   | Dzisna parafia Niepokalanego Poczęcia Najświętszej Maryi Panny                 | ks. Andrzej Kulik                       | kościół Niepokalanego Poczęcia Najświętszej Maryi Panny w Dziśnie |         |
|     | Zawucie                                                                        |                                         | kaplica św. Błażeja i św. Katarzyny ze Sieny w Zawuciach          |         |
| 3   | Idołta parafia Matki Bożej Szkaplerznej                                        | ks. Wiaczesław Adamowicz                | kościół Matki Bożej Szkaplerznej w Idołcie                        |         |
| 4   | Miory parafia Wniebowzięcia Najświętszej Maryi Panny i św. Jozafata Kuncewicza | ks. Andrzej Kulik                       | kościół Wniebowzięcia Najświętszej Maryi Panny w Miorach          |         |
|     | Przebrodzie                                                                    |                                         | kościół Najświętszego Serca Pana Jezusa w Przebrodziu             |         |
|     | Wiata                                                                          |                                         | kościół św. Jana Chrzciciela w Wiacie                             |         |
| 5   | Powiacie parafia Matki Bożej Fatimskiej                                        | ks. Wiaczesław Adamowicz                | kościół Matki Bożej Fatimskiej w Powiaciach                       |         |
|     | Leonpol                                                                        |                                         | kościół Chrystusa Króla Wszechświata w Leonpolu                   |         |